# 조규훈
조규훈(曺圭訓, 1906년 12월 16일 ~ 2000년 7월 18일)은 대한민국의 전 교육자이다.

## 생애
제주시 조천읍 신촌리 출생. 1923년 도일. 벌목 사업과 제재소, 고무공장 경영 등으로 성공함. 1945년 음력 추석(9월 20일) 일본 효고현에서 사업을 하던 중, 조선인 노동자 등 60여명을 모아 '백두동지회'를 결성하고 배를 빌려 징용 노동자들을 조국으로 실어나름. 1946년 3월 200만엔을 들여 오사카시 스미요시구에 일본에 징용된 젊은이들을 조국의 산업 역군으로 키우겠다며 건국공업학교와 여학교를 설립함. 이후 이를 '건국 초ㆍ중ㆍ고등학교'로 이름을 바꿔 1949년 5월 문부성의 허가를 받아 재단법인 백두학원(白頭學院)'을 설립, 초대 이사장으로 취임함. 1948년 주일 한국 대표부 공관과 관사 임차 비용으로 사재 1천300만엔을 내놓음. 효고현의 가와사키중공업 부속병원 건물을 사들여 일본인 전쟁 피해자를 상대로 1945년부터 1951년까지 하루 평균 600여명을 수용하는 구호사업을 하기도 함. 제7, 8대 재일본대한민국민단 중앙본부 단장. 1946년 재일본 신촌친목회의 일원으로 제주 조천중학교 건립에 필요한 설계도와 건축 자재를 보내 학교 건립을 도움.

## 수상
- 2011년 국민훈장 무궁화장

## 기타
- 1945년에 결성한 백두동지회는 머리가 백발이 되더라도 조국의 부흥을 위해 힘을 모으자는 뜻이었다.[3]
- 1993년 발간된 백두학원 소식지에서 "인종 차별과 언어 장벽 속에 하루 20시간을 일만 하다가 조국의 발전을 위해 젊은 인재들을 육성해야겠다고 마음먹고 사회사업에 뛰어들었다"고 회고했다.
- 조천중학교 졸업생 40여명은 2009년 11월 25일 '조규훈 선생 송덕사업회'를 만들어 공덕비 건립과 함께 정부 훈장 추서 등의 활동을 벌임. 일본에도 조규훈 선생 현창준비회(회장 이정림)가 조직됨.